# 川村泰祐
川村 泰祐（かわむら たいすけ、1968年9月27日 - ）は、日本の映画監督、テレビ演出家である。

## 経歴
1968年9月27日、千葉県野田市に生まれる。多摩芸術学園で学んだ。
2010年、『のだめカンタービレ 最終楽章 後編』で映画監督デビュー。2011年、香取慎吾主演の『こちら葛飾区亀有公園前派出所 THE MOVIE 〜勝どき橋を封鎖せよ!〜』を監督する。2014年、剛力彩芽と山﨑賢人を主演に迎えた『L♥DK』が公開される。同年、能年玲奈主演の『海月姫』を手がけた。

## 作品
特記なき作品は監督および演出のみを担当。

### 映画
- のだめカンタービレ 最終楽章 後編（2010年）
- こちら葛飾区亀有公園前派出所 THE MOVIE 〜勝どき橋を封鎖せよ!〜（2011年）
- 映画 ひみつのアッコちゃん（2012年）
- L♥DK（2014年）
- 海月姫（2014年） - 監督・脚本
- ガールズ・ステップ（2015年）
- きょうのキラ君（2017年）
- 愛唄 -約束のナクヒト-（2019年）
- L❤︎DK ひとつ屋根の下、「スキ」がふたつ。（2019年）
- 東西ジャニーズJr. ぼくらのサバイバルウォーズ（2022年）
- 実写映画おそ松さん第2弾 (2026年新春公開予定)
- 映画 正直不動産 (2026年公開予定)

### テレビドラマ
- ロング・ラブレター ～漂流教室～（2002年）
- ランチの女王（2002年）
- ビギナー（2003年）
- 愛し君へ　(2004年)
- 不機嫌なジーン（2005年）
- 星に願いを ～七畳間で生まれた４１０万の星～（2005年）
- 大奥 ～華の乱～（2005年）
- サプリ（2006年）
- のだめカンタービレ（2006年）
- ファースト・キス（2007年）
- 介助犬ムサシ〜学校へ行こう!〜（2007年）
- かるた小町（2008年）
- 赤い糸（2008年）
- 闇金ウシジマくん（2010年）
- 全開ガール（2011年）
- 東野圭吾ミステリーズ（2012年）第4話「レイコと玲子」- 演出・脚本
- ハイスクール歌劇団☆男組（2012年）
- 鼠、江戸を疾る（2014年）
- ドＳ刑事（2015年）
- 私たちがプロポーズされないのには、101の理由があってだな シーズン2（2015年）
- 鼠、江戸を疾る2（2016年）
- 闇金ウシジマくん Season３（2016年）
- ダメ父ちゃん、ヒーローになる！崖っぷち！人情広告マン奮闘記（2016年）
- 屋根裏の恋人（2017年）
- ユニバーサル広告社 〜あなたの人生、売り込みます！〜 (2017年)
- 御曹司ボーイズ [6](2019年) - 演出・脚本(脚本は第17話・第18話のみ)
- 大江戸もののけ物語（2020年）
- 一億円のさようなら（2020年）
- ブラックシンデレラ（2021年）
- 正直不動産（2022年）
- 正直不動産スペシャル (2024年)
- 正直不動産2 (2024年)
- 正直不動産ミネルヴァSPECIAL（2025年)[7]